# Schloss Lützen

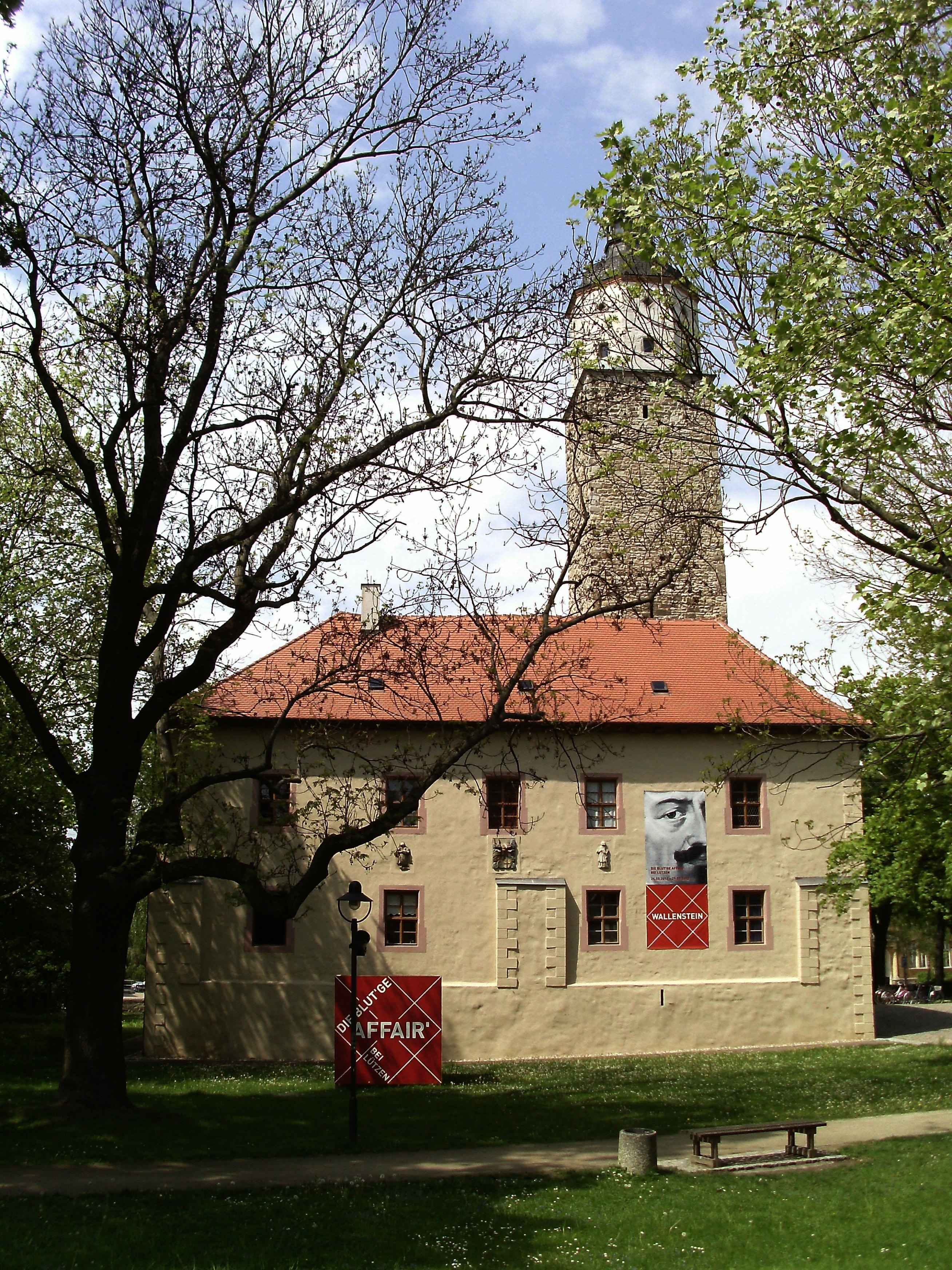
Schloss in Lützen

Das Schloss Lützen, auch Burg Lützen genannt, ist ein denkmalgeschütztes Bauwerk in Lützen im Burgenlandkreis in Sachsen-Anhalt. Im örtlichen Denkmalverzeichnis ist das Schloss unter der Erfassungsnummer 094 66132 als Baudenkmal verzeichnet.

## Geschichte
Ein schlichter kastellförmiger Burgenbau wird bereits im Jahr 1252 erstmals urkundlich erwähnt. Dieser wurde im Auftrag der Bischöfe von Merseburg angelegt. In den Jahren 1312 und 1323 baute man die Burganlage weiter aus. Unter Bischof Sigismund von Lindenau wurde 1538 die Burganlage zu einem Wasserschloss im Renaissancestil umgebaut. Im Laufe der folgenden Jahre wurde die Anlage mehrfach umgebaut, unter anderem wurde der Wassergraben wieder verschüttet.
Während des Dreißigjährigen Kriegs diente das Schloss vom 4. bis zum 6. November 1632 als Hauptquartier von Wallenstein.
Ab 1815 befand sich das Schloss im Besitz des Königreich Preußens und wurde 1825 für 1000 Taler an August Patzschke verkauft. Dieser ließ das oberste Geschoss mit den Volutengiebeln abbrechen. Seit 1884 ist die Stadt Lützen Eigentümer des Schlosses. Im Jahr 1928 wurde ein Museum im Schloss eröffnet. Das Schloss wird bis heute als Museum genutzt.
Zur Schlossanlage gehörte eine erstmals 1430 erwähnte Kapelle. Ihre Lage ist heute nicht mehr bekannt. 1861 wurde ein Saal im Schloss zu einer katholischen Kapelle umgestaltet.

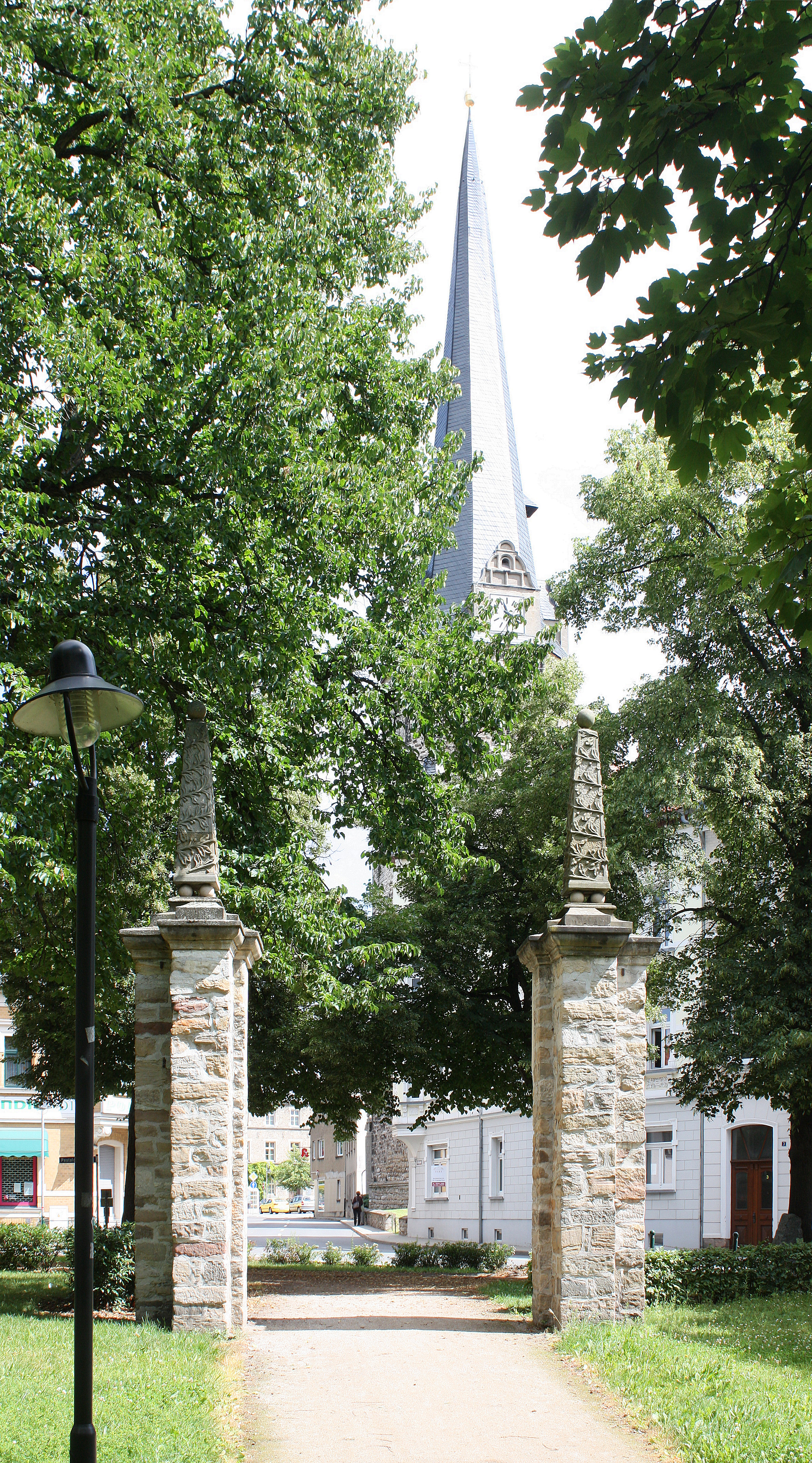
Pfeiler mit Obelisken am Parkeingang vom Schloss Lützen

## Beschreibung
Das erhaltene Bauwerk ist ein zweigeschossiges, annähernd quadratisches Gebäude mit einem kleinen fünfeckigen Innenhof. An der Nordseite befindet sich ein viereckiger 41 Meter hoher Bergfried, der im oberen Teil in ein Achteck übergeht, mit Haube und Laterne. Die Mauern des Bergfrieds sind bis zum 2 Meter stark. Der Bergfried entstand wahrscheinlich gegen Ende des 17. Jahrhunderts und wurde von 1990 bis 1995 restauriert. Das Hofportal wird von einer barocken Inschriftkartusche mit einem kurzen Abriss der Geschichte des Schlosses geziert, die nach 1687 angebracht wurde.
Auf der Westseite des Hofes befindet sich eine zweijochige, kreuzgratgewölbte Laube auf Pfeilern. Am Eingang des zum Schloss gehörenden Parks befinden sich zwei Obelisk-Aufsätze vom Ende des 17. Jahrhunderts.
Das Schloss liegt im westlichen Teil des Schlossparks.